# Ivan Coyote
Ivan E. Coyote (Whitehorse, Canadá, agosto de 1969), artista canadiense, lleva a cabo performance literaria, trabaja en defensa de los derechos LGBT y es escritor. Coyote ha recibido numerosos galardones por sus relatos breves, novelas y películas. A nivel profesional también imparte charlas y talleres de escritura en escuelas. La radio televisión canadiense CBC describe a Coyote como «autor transgresor de género a quien le encanta contar historias y crear espectáculos en vivo ante una audiencia». Coyote es una persona no binaria y su pronombre preferido es «elle». Muchas de sus historias tratan el género, la identidad y la justicia social. Actualmente reside en Vancouver, en la provincia canadiense de Columbia Británica.

## Carrera
Coyote empezó a hacer monólogos en el año 1992. Su temática versa sobre los conflictos familiares contemporáneos, el género, la identidad y la justicia social. En el año 1996, fundó el grupo escénico queer Taste This junto a Anna Camilleri, Zoe Eakle y Lyndell Montgomery.Taste This fue un espectáculo multigénero que incorporaba música en directo, poesía y monólogos.El grupo se disolvió en el 2000. Durante un período breve en el 2001, Coyote estuvo impartiendo formaciones sobre la creación de relatos breves de ficción en la Capilano University. En el 2010, Coyote, Camilleri y Montgomery volvieron a juntarse, bajo el nombre de Swell, y estrenaron en el festival Vancouver Pride in Art Festival en el 2010.
En el año 2000, Coyote se unió a la editorial Arsenal Pulp Press con quienes ha publicado diez libros. Es habitual que Coyote combine la narración oral de historias con música, por ello, ha trabajado con un amplio número de artistas como Veda Hille, Dan Mangan y Rae Spoon. También trabajó como columnista para la revista LGTBIQ+ Xtra! y extra! West  y colabora de forma regular con el periódico The Georgia Straight y la radio canadiense CBC Radio. 
Coyote fue escritor residente en la Carleton University en el 2007, en la Biblioteca Pública de Vancouver en el 2009, en la University of Winnipeg en el 2011,  y en la University of Western Ontario en el año 2012.  También formó parte del jurado en los premios Dayne Oglivie Prize, un premio literario para escritores/as emergentes en Canadá. Amber Dawn fue la persona seleccionada para el premio. 
En el año 2009, su espectáculo You are here formaba parte de la programación del festival de artes Hysteria: A Festival of Women en el teatro Buddies en Bad Times Theatre, pero fue cancelado en enero de ese mismo año.
En el 2008, actuó en el festival Montreal's Edgy Women, donde también realizó un taller de escritura.
En el 2012, Coyote colaboró junto a Rae Spoon en Gender Failure, un espectáculo itinerante multimedia compuesto de monólogos y música, cuyo contenido son historias sobre sus fallidos intentos por encajar en el género binario.   En el 2014, la editorial canadiense Arsenal Pulp Press, publicó un libro basado en dicho espectáculo bajo el mismo nombre, Gender Failure. Este libro fue traducido al alemán, en el año 2020, por la editorial alemana w_orten & meer, con el título Goodbye Gender. 
El 14 de noviembre del 2015, Coyote participa en TED, plataforma de videos en línea especializada en conferencias, con la disertación que lleva el título: «We all need a safe place to pee» (Todo el mundo necesita un lugar seguro para mear). En ella expone la supuesta necesidad de baños sin distinción de género, o sea baños mixtos, en todos los espacios públicos.
En el 2016, dio la charla Florence Bird Lecture en la Carleton University.  La conferencia llevó el nombre de «Neither, Nor: How to Circumnavigate the Gender Binary in Seven Thousand Easy Steps» (Ni así, ni asá: Cómo circunnavegar el género binario en siete mil sencillos pasos). 
En el 2020, participó en el especial  Queer Pride Inside de CBC Gem. 

## Escritura
Coyote ha publicado once libros: uno con Press Gang Publishers y diez con Arsenal Pulp Press. Los temas comunes en su obra tratan la identidad, el género, la comunidad y las clases.
El primer libro de Coyote, Boys like Her (Press Gang Publishers, 1998) es una adaptación de un espectáculo en vivo escenificado por su compañía, Taste This. 
Close to Spiderman (Arsenal Pulp Press, 2000) y One Man’s Trash (Arsenal Pulp, 2002) son una colección de historias contadas por la abuela de Coyote, recopiladas por Coyote. 
Missed Her (Arsenal Pulp Press, 2010) es otra recopilación de historias breves que, en un primer lugar, fueron publicadas a modo de columna en el periódico Xtra Vancouver. 
One in Every Crowd (Arsenal Pulp Press, 2012) es una antología del trabajo de Coyote. Se llevó a cabo tras la petición de librerías y del profesorado de estudios de segundo ciclo para compartir los textos de Coyote con el conjunto de estudiantes. Sin algunas partes más maduras de sus textos, su trabajo fue aceptado por la escuela pública y el colectivo de padres, madres y tutores del estudiantado. 
Tomboy Survival Guide (Arsenal Pulp Press, 2016), ganó el premio honorífico Stonewall Book Award Honor, premio otorgado a obras literarias desatacadas de temática LGBT. En el 2017, fue finalista del British Columbia National Award for Canadian Non-Fiction.
Rebent Sinner (Arsenal Pulp Press, 2019) es una colección de historias y ensayos personales que goza de muy buena recepción.  Coyote realizó una gira en 2019, escenificando una selección de partes de dicho libro, junto a la música de Sarah MacDougall. 
Care Of (Penguin Random House, 2021) es una colección de mensajes intercambiados entre Coyote y su audiencia. 

## Recepción
Coyote ha hecho una gran contribución a la representación de la comunidad queer en la literatura canadiense. Su primera colección de relatos breves, Close to Spider Man, fue finalista en los premios Danuta Gleed Award en relatos breves de ficción y recibió una amplia acogida entre la crítica en Canadá en su representación semiautobiográfica sobre las jóvenes queer que crecen en el Yukón. Sus relatos breves no recibieron ningún reconocimiento hasta que su colección The Slow Fix entró en la lista de finalistas para el premio literario Lambda Literary Award en el año 2008.  Su colección One Man's Trash y Loose End recibieron un reconocimiento similar en cuanto fueron publicadas. Con Herizons y el Lambda Book Report se elogia la brevedad y la forma directa de escribir de Coyote ante la complejidad del género, la sexualidad y la identidad. 
Bow Grip, la única novela que Coyote tiene publicada, fue premiada con el ReLit Award a mejor novela de ficción en el año 2007, recibió el premio Stonewall Honor Book y fue preseleccionada para el Ferro Grumley Award.  Su autobiografía Tomboy Survival Guide, publicada en el año 2016, también obtuvo numerosos galardones, fue ganadora del premio Stonewall Book Award en 2017 y finalista en el British Columbia's National Award for Canadian Non-Fiction (Premio Nacional Canadiense de No Ficción de la provincia de Columbia Británica). 
| Título                                | Año de publicación | Notas                                                                               |
| ------------------------------------- | ------------------ | ----------------------------------------------------------------------------------- |
| Boys Like Her                         | 1998               |                                                                                     |
| Close to Spider Man                   | 2000               | finalista del premio Danuta Gleed de ficción corta 2000                             |
| One Man's Trash                       | 2002               |                                                                                     |
| Loose End                             | 2004               |                                                                                     |
| Bow Grip                              | 2006               | ganador del premio ReLit 2007; libro de honor premio literario Stonewall Book Award |
| The Slow Fix                          | 2008               | preseleccionada para el premio Lambda Literary Award for Lesbian Fiction            |
| Missed Her                            | 2010               |                                                                                     |
| Persistence: All Ways Butch and Femme | 2011               | coeditado con Zena Sharman ; libro de honor del premio Stonewall Book Award         |
| One in Every Crowd                    | 2012               |                                                                                     |
| Gender Failure                        | 2014               | coescrito con Rae Spoon ; basado en su espectáculo en vivo del año 2012             |
| Tomboy Survival Guide                 | 2016               |                                                                                     |
| Rebent Sinner                         | 2019               | finalista del premio Governor General's Awards para no ficción en inglés            |
| Care Of                               | 2021               |                                                                                     |